# عباده الکسبه
عباده الکسبه (انگلیسی: Obada Al-Kasbeh؛ زادهٔ ۳۰ ژوئیهٔ ۱۹۹۴) بوکسور اهل اردن است.